# Нерміш
Нерміш (рум. Nermiș) — село у повіті Арад в Румунії. Входить до складу комуни Аркіш.
Село розташоване на відстані 386 км на північний захід від Бухареста, 67 км на північний схід від Арада, 120 км на захід від Клуж-Напоки, 102 км на північний схід від Тімішоари.

## Населення
За даними перепису населення 2002 року у селі проживали 214 осіб, з них 213 осіб (99,5%) румунів. Усі жителі села рідною мовою назвали румунську.